# Miguel Dias
Miguel Brito dos Reis Dias (Santa Maria, 1 april 1968) is een voormalig topbokser uit Nederland, die werd geboren in Kaapverdië. In 1992 nam hij deel aan de Olympische Spelen van Barcelona, waar hij werd uitgeschakeld in de eerste ronde van het bantamgewicht (tot 58 kilogram). Een jaar eerder, bij de Europese kampioenschappen in Zweden, had hij de zilveren medaille gewonnen in de klasse tot 54 kilogram. Hij was Nederlands kampioen in 1989 en 1991. Dias was lid van boksschool Boxing ‘82 uit Rotterdam.